# Aero A.200
Die Aero A-200 war ein Sportflugzeug des tschechoslowakischen Herstellers Aero aus den 1930er-Jahren.

## Entwicklung
Sie wurde 1934 von Antonín Husník eigens für die Teilnahme am Europarundflug 1934 (französisch Challenge de Tourisme International), einem von der FAI organisierten und durch mehrere Länder führenden Flugwettbewerb, entwickelt. Es wurden zwei Prototypen gebaut und mit den Kennzeichen OK-AMA und OK-AMB registriert.
Die zweiholmigen Tragflächen des Tiefdeckers bestanden aus Holz mit einer Stoffbespannung und waren durch zusätzliche Spanndrähte miteinander verbunden. Den ebenfalls verspannten Rumpf bildete ein stoffbespanntes Gerüst aus verschweißten Stahlrohren mit ovalem Querschnitt. Das starre Fahrwerk besaß stromlinienförmige Verkleidungen, am Heck befand sich ein Schleifsporn.
Der Wettbewerb verlief für die Konstrukteure recht enttäuschend. Die beiden Piloten Ambruš und Žáček belegten jeweils nur den 4. und 14. Rang, kamen jedoch auf den 1. Gruppenplatz in der Nationenwertung.

## Technische Daten

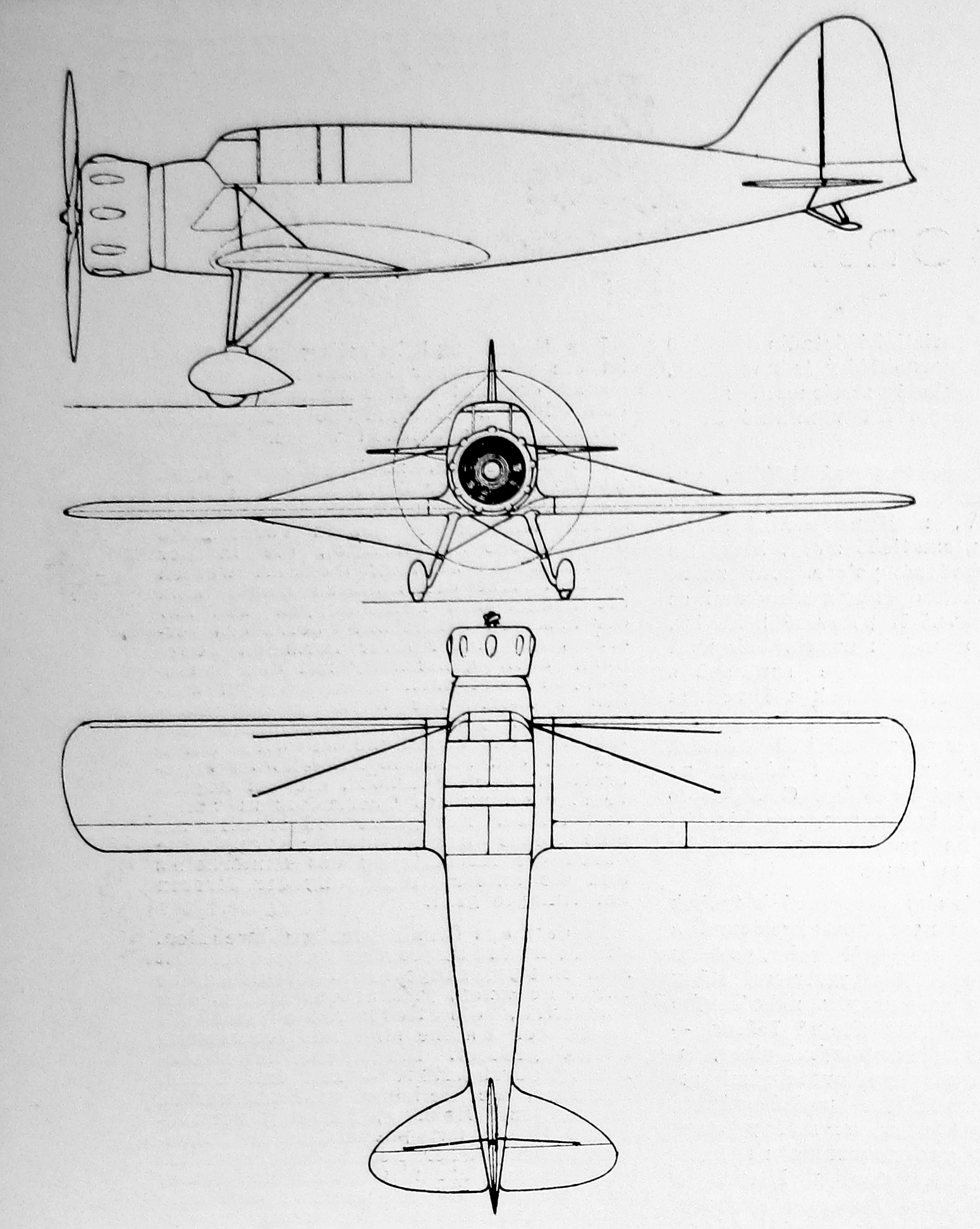
Dreiseitenansicht

| Kenngröße              | Daten                                                                   |
| ---------------------- | ----------------------------------------------------------------------- |
| Besatzung              | 1–2                                                                     |
| Passagiere             | 2–3                                                                     |
| Spannweite             | 11,10 m                                                                 |
| Länge                  | 7,80 m                                                                  |
| Höhe                   | 2,4 m                                                                   |
| Flügelfläche           | 16,60 m²                                                                |
| Flügelstreckung        | 7,4                                                                     |
| Flächenbelastung       | 57,2 kg/m²                                                              |
| Leistungsbelastung     | 4,8 kg/PS                                                               |
| Flächenleistung        | 12,1 PS/m²                                                              |
| Leermasse              | 560 kg                                                                  |
| Startmasse             | 950 kg                                                                  |
| Antrieb                | ein luftgekühlter 9-Zylinder-Sternmotor Walter Bora mit 200 PS (147 kW) |
| Höchstgeschwindigkeit  | 255 km/h                                                                |
| Reisegeschwindigkeit   | 220 km/h                                                                |
| Mindestgeschwindigkeit | 54 km/h                                                                 |
| Dienstgipfelhöhe       | 5000 m                                                                  |
| Reichweite             | max. 800 km                                                             |